# Зимбабве на Светском првенству у атлетици на отвореном 2013.
Зимбабве је учествовао на Светском првенству у атлетици на отвореном 2013. одржаном у Москви од 10. до 18. августа четрнаести пут, односно учествовао је на свим првенствима до данас. Репрезентацију Зимбабвеа представљала су два атлетичара који су се такмичили у две дисциплине.
На овом првенству Зимбабве није освојио ниједну медаљу, нити је оборен неки рекорд.

## Учесници
Мушкарци:
- Габријел Мвумвуре — 100 м
- Cephas Pasipamiri — Маратон

## Резултати

### Мушкарци
| Атлетичар         | Дисциплина | Лични рекорд | Квалификације | Квалификације | Група    | Група   | Полуфинале | Полуфинале | Финале               | Финале         | Детаљи                                     |
| Атлетичар         | Дисциплина | Лични рекорд | Резултат      | Место         | Резултат | Место   | Резултат   | Место      | Резултат             | Место          | Детаљи                                     |
| ----------------- | ---------- | ------------ | ------------- | ------------- | -------- | ------- | ---------- | ---------- | -------------------- | -------------- | ------------------------------------------ |
| Габријел Мвумвуре | 100 м      | 9,98         | слободан      | слободан      | 10,28    | 3. гр 1 | 10,21      | 6. гр 1    | Није се квалификовао | 19 / 75        | Архивирано на веб-сајту (28. октобар 2013) |
| Cephas Pasipamiri | Маратон    | 2:16:15      |               |               |          |         |            |            | Није стартовао       | Није стартовао | Архивирано на веб-сајту (15. јул 2018)     |